# Arthur Porritt
Arthur Porritt (Nueva Zelanda, 10 de agosto de 1900-1 de enero de 1994) fue un atleta neozelandés, especialista en la prueba de 100 m en la que llegó a ser medallista de bronce olímpico en 1924.

## Carrera deportiva
En los JJ. OO. de París 1924 ganó la medalla de bronce en los 100 metros lisos, empleando un tiempo de 10.8 s, llegando a meta tras el británico Harold Abrahams que con 10.6 segundos batió el récord olímpico, y el estadounidense Jackson Scholz.